# Mademoiselle Anaïs
Cet article possède des homonymes et des paronymes, voir Anais.
Anaïs-Pauline-Nathalie Aubert, dite Mademoiselle Anaïs, est une actrice française, née le 22 juin 1802, à Paris et morte le 25 juillet 1871 à Louveciennes.

## Biographie
Après avoir fait ses premiers pas au théâtre à Bordeaux, Mlle Anaïs débuta au Théâtre-Français, le 10 novembre 1816, dans l’emploi des ingénues, qu’elle garda pendant toute sa carrière artistique, dans le rôle d’Eugénie du Tyran domestique, Eugénie de la Femme jalouse, Charlotte des Deux Frères.
Au bout de quelque temps, elle se retira devant des influences rivales et s’en alla à Londres, où elle donna des représentations fort suivies. Toute l’aristocratie anglaise la prit sous son patronage. La duchesse d'York, la comtesse Liéven, lady Gersey, lady Cooper la comblèrent de présents et de marques d’affection. D’une liaison avec Sir Edward Stopford (en), général de l’armée britannique et membre du Parlement britannique, elle a eu un fils, Edward Stopford Claremont (en), né à Paris et qui passera ses 13 premières années avec sa mère, également devenu général de l’armée britannique et attaché militaire britannique à Paris.
À son retour d’Angleterre, elle reparut à la Comédie-Française, puis passa au Gymnase, où elle resta une saison.
En 1821, elle fut engagée à l’Odéon, où elle fit plusieurs créations importantes, notamment dans Roméo et Juliette, de Frédéric Soulié, Luxe et indigence et l’Homme habile, d’Épagny, la Première Affaire, de Merville, et la Bossue, de Fontan, la Juliette de Roméo et Juliette de Soulié et le jeune Macchabée, dans les Macchabées de Guiraud.
Enfin, après dix années, en 1831, elle reprit au Théâtre-Français sa place d’ingénue, que personne ne lui disputait plus, depuis que Mademoiselle Mars avait quitté cet emploi pour des rôles plus marqués, et fut reçue sociétaire.
Son succès dans les Enfants d’Édouard avait consacré sa réputation, que grandit encore le rôle de Peblo, de Don Juan d’Autriche. Elle joua dans les Enfants d’Édouard, Louis XI et Don Juan d’Autriche de Casimir Delavigne ;  le Possédé et les Préventions d’Épagny ; la Camaraderie et la Calomnie d’Eugène Scribe, l’École du Monde, du comte Waleski.
Elle a pris sa retraite en 1851.
Décédée à Louveciennes le 25 juillet 1871, elle est inhumée au cimetière du Montparnasse le 29 & déposée à l'ossuaire du père Lachaise en 1961.

## Théâtre

### Carrière à la Comédie-Française
Entrée en 1816
Nommée 252e sociétaire en 1832
Départ en 1851

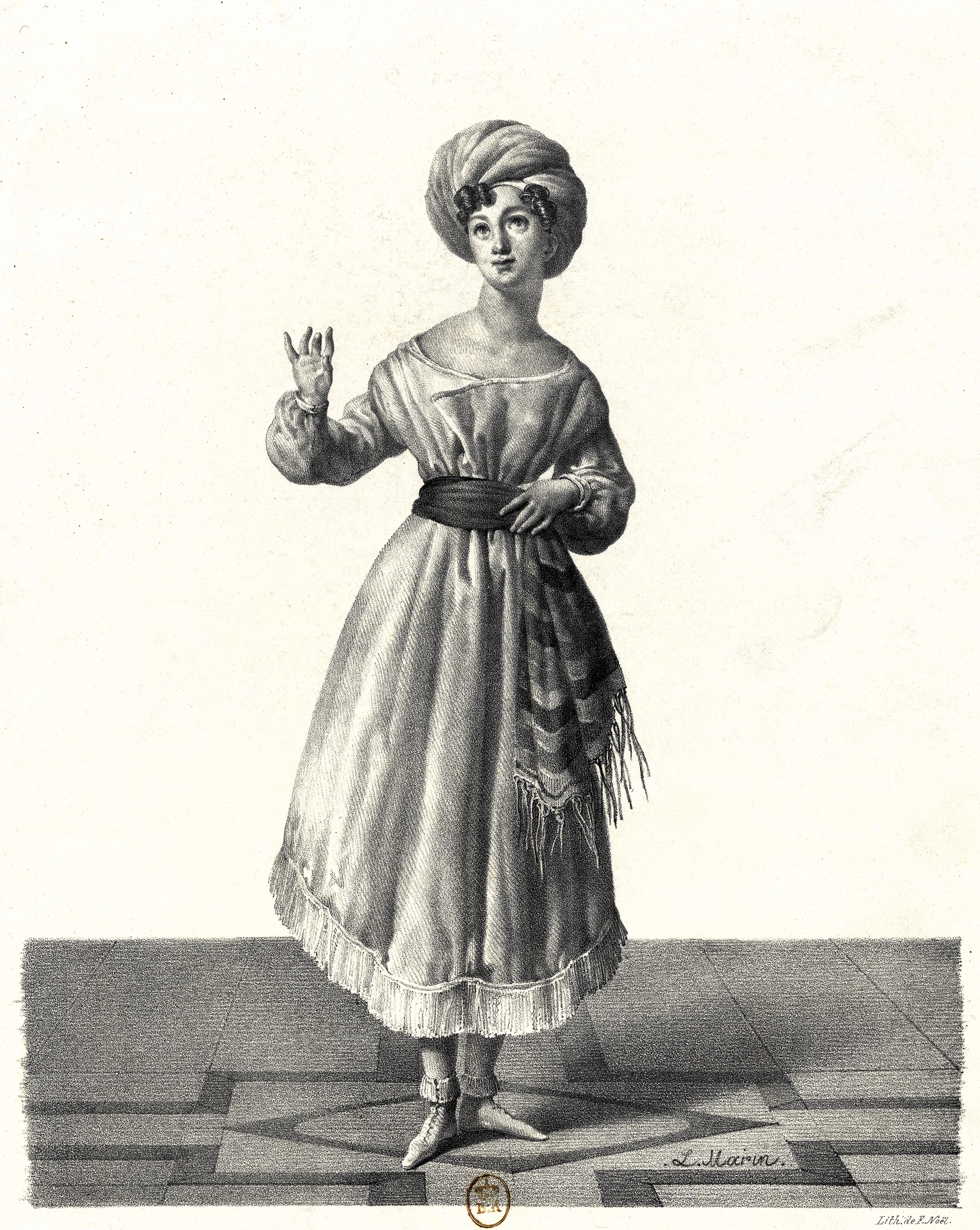
Mademoiselle Anaïs dans le rôle de Misaël dans Les Macchabées d’Alexandre Guiraud (gravure de Louis Stanislas Marin-Lavigne).

- 1817 : Le Mariage de Figaro de Beaumarchais : Fanchette
- 1817 : Athalie de Jean Racine : Salomith
- 1819 : Les Plaideurs de Jean Racine : Isabelle
- 1822 : Les Machabées d'Alexandre Guiraud, théâtre de l'Odéon : Mizaël
- 1827 : Athalie de Jean Racine : Joas
- 1828 : Roméo et Juliette d'après William Shakespeare, théâtre de l'Odéon : Juliette
- 1831 : Le Barbier de Séville de Beaumarchais : Rosine
- 1831 : Charlotte Corday d’Hippolyte-François Régnier-Destourbet : Henriette
- 1831 : Tartuffe de Molière : Mariane
- 1831 : Naissance, fortune et mérite de Casimir Bonjour : Caroline
- 1831 : Dominique ou le Possédé de Jean-Baptiste-Rose-Bonaventure Violet d'Épagny et Jean-Henri Dupin : Denise
- 1831 : Jacques Clément ou le Bachelier et le théologien de Jean-Baptiste-Rose-Bonaventure Violet d'Épagny : Agathe
- 1831 : Les Préventions de Jean-Baptiste-Rose-Bonaventure Violet d'Épagny et Jean-Henri Dupin : Louison
- 1831 : La Reine d'Espagne de Henri de Latouche : Paquita
- 1831 : Allez voir Dominique de Joseph Pain : Sophie
- 1831 : Law d'Édouard Mennechet : Louise
- 1832 : Le Prince et la grisette d'Auguste Creuzé de Lesser : Nina
- 1832 : Louis XI de Casimir Delavigne : Marie
- 1832 : Le Mari de la veuve d'Alexandre Dumas, Henri-Simon Durieu et Anicet Bourgeois : Pauline
- 1832 : Les Comédiens de Casimir Delavigne : Lucile
- 1832 : Les Ricochets de Louis-Benoît Picard : Marie
- 1832 : Roméo et Juliette de Frédéric Soulié d'après William Shakespeare : Juliette
- 1832 : Le roi s'amuse de Victor Hugo : Blanche
- 1832 : Henriette et Raymond ou l'Artisan jaloux de Chaumont : Cécile
- 1833 : Le Presbytère de Casimir Bonjour : Séraphine
- 1833 : L'Acte de naissance de Louis-Benoît Picard : Louise
- 1833 : Les Enfants d'Édouard de Casimir Delavigne : Richard d'York
- 1833 : Luxe et indigence ou le Ménage parisien Jean-Baptiste-Rose-Bonaventure Violet d'Épagny :  Julie
- 1833 : La Mère coupable de Beaumarchais : Florestine
- 1834 : Le Mariage de Figaro de Beaumarchais : Chérubin
- 1834 : Les Éphémères de Louis-Benoît Picard et François Dercy : Églantine
- 1834 : Une liaison d'Adolphe Simonis Empis et Édouard-Joseph-Ennemond Mazères : Claire
- 1834 : Une aventure sous Charles IX de Frédéric Soulié et Edmond Badon : Mme de Nangis
- 1834 : Heureuse comme une princesse de Jacques-François Ancelot et Anatole Laborie : Nanette
- 1835 : Charlotte Brown d'Alexandrine-Sophie de Bawr : Louise
- 1835 : Un moment d'imprudence d'Alexis Wafflard et Fulgence de Bury : Mme d'Harcourt
- 1835 : Eugénie de Beaumarchais : Eugénie
- 1835 : Don Juan d'Autriche de Casimir Delavigne : Peblo
- 1836 : Lord Novart d'Adolphe Simonis Empis : Cécile
- 1836 : Le Testament d'Alexandre Duval : la marquise
- 1836 : La Première Affaire de Merville : Céline
- 1836 : Marie de Virginie Ancelot : Cécile
- 1837 : La Camaraderie ou la Courte échelle d'Eugène Scribe : Zoé
- 1837 : Le Chef- d'œuvre inconnu de Charles Lafont : Stefano
- 1838 : L'Attente de Marie Senan : Emma
- 1838 : L'Impromptu de Versailles de Molière : Mlle Molière
- 1838 : Athalie de Jean Racine : Zacharie
- 1838 : Les Adieux au pouvoir Jean-Baptiste-Rose-Bonaventure Violet d'Épagny et Théodore Baudouin d'Aubigny :  Lisa
- 1838 : Le Ménestrel de Camille Bernay : Paquette
- 1839 : Il faut que jeunesse se passe de Michel-Nicolas Balisson de Rougemont : Pauline
- 1840 : L'École du monde ou la Coquette sans le savoir d'Alexandre Walewski : Emélie
- 1840 : La Calomnie d'Eugène Scribe : Herminie
- 1841 : Les Plaideurs de Jean Racine : L'Intimé
- 1841 : Le Second Mari de Félix Arvers : Mme Courville
- 1841 : Le Conseiller rapporteur de Casimir Delavigne : Julie
- 1841 : Un mariage sous Louis XV d'Alexandre Dumas : Marton
- 1841 : La Prétendante de Prosper Goubaux et Eugène Sue : Lady Arabelle
- 1843 : Les Demoiselles de Saint-Cyr d'Alexandre Dumas : Louise
- 1843 : Les Deux Ménages de Louis-Benoît Picard, Alexis Wafflard et Fulgence de Bury : Mme Dorsay
- 1844 : Le Misanthrope de Molière : Éliante
- 1845 : Madame de Lucenne d'Aglaé Comte : Mme de Lucenne
- 1846 : Une nuit au Louvre d'Louis-Émile Vanderburch : Charlotte de Samblançais
- 1846 : Le Nœud gordien de Madame Casamayor : Henriette
- 1847 : Dom Juan ou le Festin de pierre de Molière : Mathurine
- 1847 : Un coup de lansquenet de Léon Laya : Mme de Puzy
- 1847 : Notre fille est princesse de Léon Gozlan : Aline
- 1848 : L'Aventurière d'Émile Augier : Clorinde
- 1848 : Le roi attend de George Sand : Mlle Molière
- 1848 : Les Frais de la guerre de Léon Guillard : Gabrielle
- 1848 : Le Vrai Club des femmes de Joseph Méry : Daphne
- 1849 : La Double Leçon de Jean-Baptiste-Rose-Bonaventure Violet d'Épagny : Charlotte
- 1849 : Louison d'Alfred de Musset : Louison

## Sources
- Ferdinand de La Boullaye, « Notices biographiques : Mademoiselle Aubert (de la Comédie française) », L’Indépendant : ci-devant la Semaine,‎ 3 juin 1841, p. 1 (lire en ligne, consulté le 2 juin 2018)
- Joseph Goizet et A. Burtal, Dictionnaire universel du théâtre en France et du théâtre français à l’étranger, alphabétique, biographique et bibliographique, depuis l’origine du théâtre jusqu’à nos jours : biographies, Paris, 1867, 122 p. (lire en ligne), p. 93-4.